# Вільям Мердок
Ві́льям Ме́рдок (англ. William Murdoch; 21 серпня 1754, село Лугар, тепер область Східний Ершир, Шотландія — 15 листопада 1839, Сохо, біля Бірмінгему, Англія) — британський механік, винахідник. Шотландець за походженням.
Брав участь у вдосконаленні парового двигуна. Винайшов паровий двигун із хитким циліндром, машину для свердлення каміння, коробча́стий сува́к. 1792 року вперше здійснив сухе переганяння кам'яного вугілля, а 1803 року використав отриманий при переганянні газ для освітлення заводу в Сохо, біля Бірмінгема. 1784 року запропонував модель карети з паровим двигуном, що є одним з перших автомобілів.

## Вшанування пам'яті

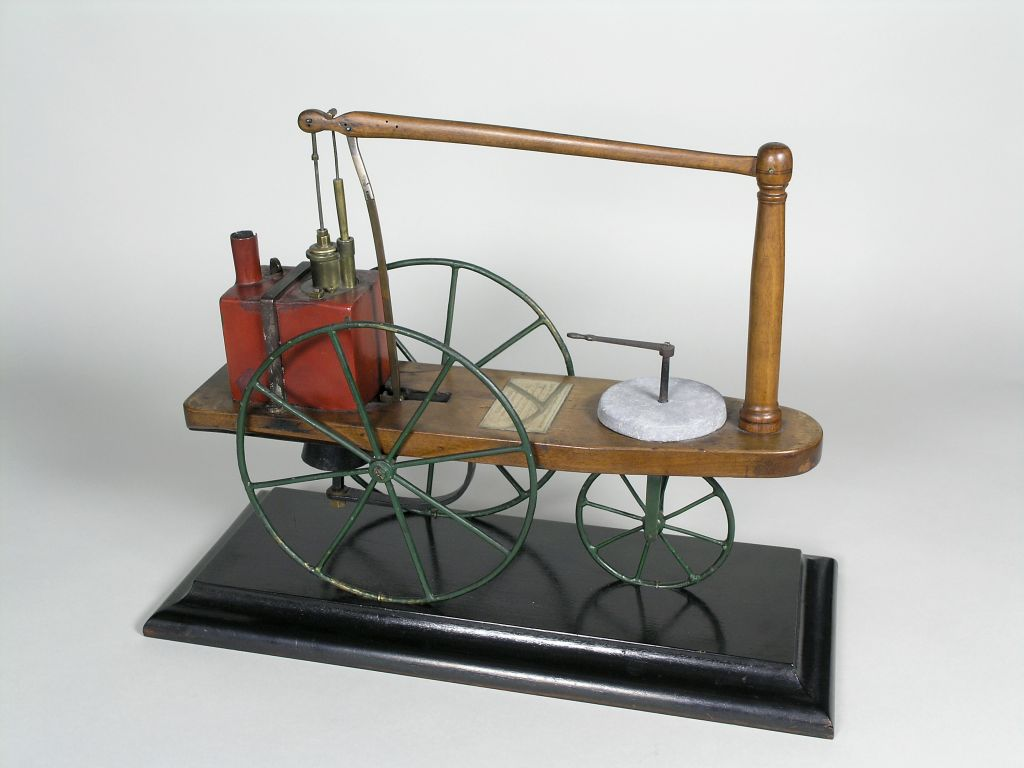
Модель автомобіля Мердока у Бірмінгемському науковому музеї (Thinktank, Birmingham Science Museum).

На честь Вільяма Мердока названо астероїд головного поясу 6012 Вільяммердок.

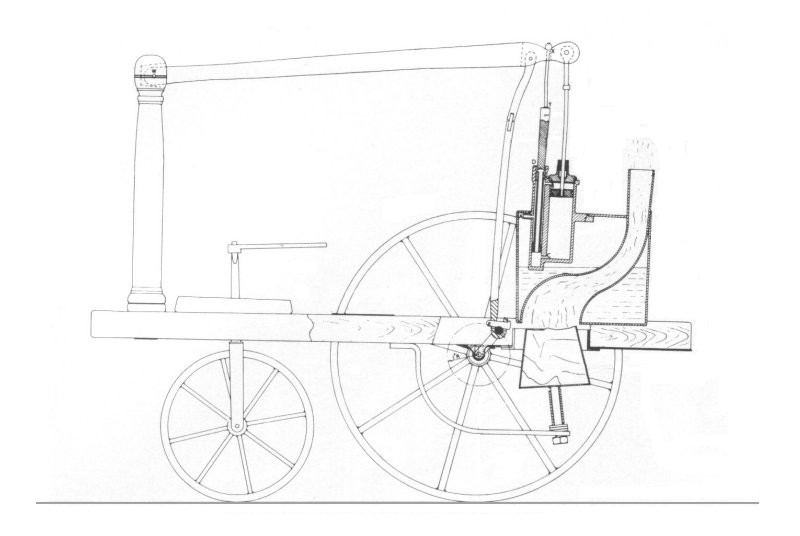
Автомобіль Мердока.